# Concert de casseroles
Un concert de casseroles ou casserolade est une protestation populaire consistant à frapper des ustensiles domestiques de métal pour lancer un charivari, permettant aux citoyens de se manifester.
Il est pratiqué en France dès 1832 par des milliers de personnes pour dénoncer la monarchie de Juillet, puis au siècle suivant, à la fin de la guerre d'Algérie et sous la dictature militaire d'Augusto Pinochet au Chili, sous forme non-violente dans un contexte où manifester est dangereux. Il se généralise au XXIe siècle comme lors de la révolution islandaise de 2008, du mouvement des indignés de 2011 en Espagne ou du mouvement contre la réforme des retraites de 2023 en France.

## Efficacité et non-violence
Ces concerts sont présentés par les observateurs de la non-violence comme relevant de campagnes non-violentes et comme des « opérations diffuses », car de nature différente des manifestations populaires dites « concentrées » qui, elles, rassemblent des milliers de protestataires sur un même lieu .
Adaptés aux situation de couvre-feu, quand les manifestations sont dangereuses, selon José Del Poso, professeur d'histoire spécialisé en histoire latino-américaine de l'Université du Québec à Montréal (UQAM), leur efficacité s'appuie sur des « barrières morales, matérielles et communicationnelles » plus basses pour les rejoindre. Selon Marcos Ancelovici, sociologue des conflits sociaux à l’Université du Québec à Montréal, la casserole est « plus qu’une simple interpellation de l’Etat », car elle « renvoie aux besoins de la population, à ses préoccupations privées ».

## Histoire
Organisée le plus souvent pour dénoncer une « mauvaise gestion gouvernementale », pour le sociologue Marcos Ancelovici, elle est devenue une « arme de contestation massive » et « un point commun », aux « révoltes du monde entier » .

### Moyen-Âge
L'Antiquité a connu de nombreuses fêtes populaires, avec défilés agités et bruyants, dont les Bacchanales et les Saturnales sont les mieux connues.
Le Moyen-Âge occidental a eu la Fête des fous, puis la pratique du carnaval s'est imposée, dont le Carnaval de Paris : la mise à mort du Bonhomme Hiver (ou du vieux monde) est une réjouissance importante. Une forme de critique sociale peut s'y manifester, au moins symboliquement.
Dans le domaine germanique, les célébrités indésirables (médisantes) pouvaient être promenées avec au cou la Pierre des Bavards (Klapperstein) : en témoigne le Klapperstei de Mulhouse, forme de pilori mobile, peine afflictive et infamante.
Au XIXe siècle, revivifiant des traditions carnavalesques, les Sociétés festives et carnavalesques organisent généralement des mascarades, manifestations festives sonores : Sociétés bigophoniques, Fanfares des Beaux-Arts, sans revendication autre que de ferveur partagée, avec une certaine dose de parodie.

### XIXesiècle

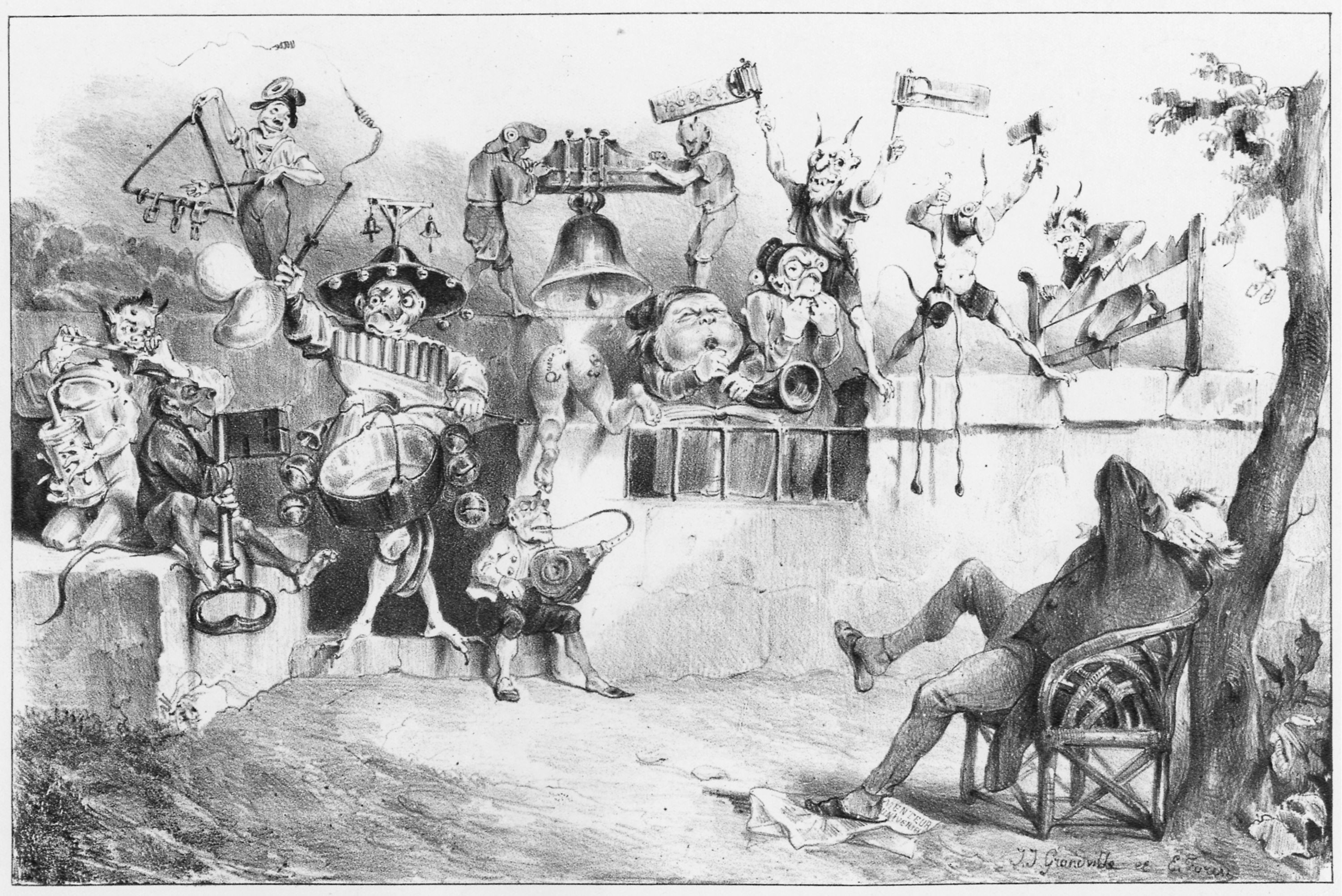
Charivari (lithographie de Grandville).

Sous la monarchie de Juillet, les opposants républicains au nouveau régime utilisent cette pratique reprise du charivari traditionnel à l'encontre du gouvernement et de ses préfets. Les manifestations de ce type atteignent en 1832 la dimension d'une campagne nationale, au cours de laquelle se conjuguent une centaine de ces événements. Chacun d'eux dure plusieurs heures, se répète parfois plusieurs jours et peut impliquer de quelques dizaines à plusieurs milliers de personnes, le plus souvent la nuit .

### XXesiècle

#### Algérie

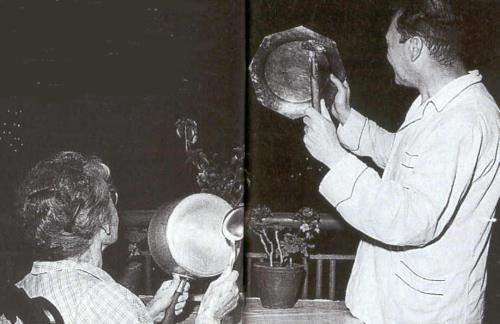
Concert de casseroles à Alger en 1961.

Le phénomène apparait vers 1961 comme une forme de protestation populaire des pieds-noirs favorables au maintien de l'Algérie française, contre la politique gaullienne d'autodétermination et l'indépendance du pays. Au cours de concerts nocturnes, souvent organisés à l'initiative de l'OAS, les habitants, montés sur les terrasses, ou depuis leur balcon, scandent sur des casseroles en style télégraphique trois brèves et deux longues symbolisant Al-gé-rie fran-çaise.

#### Chili

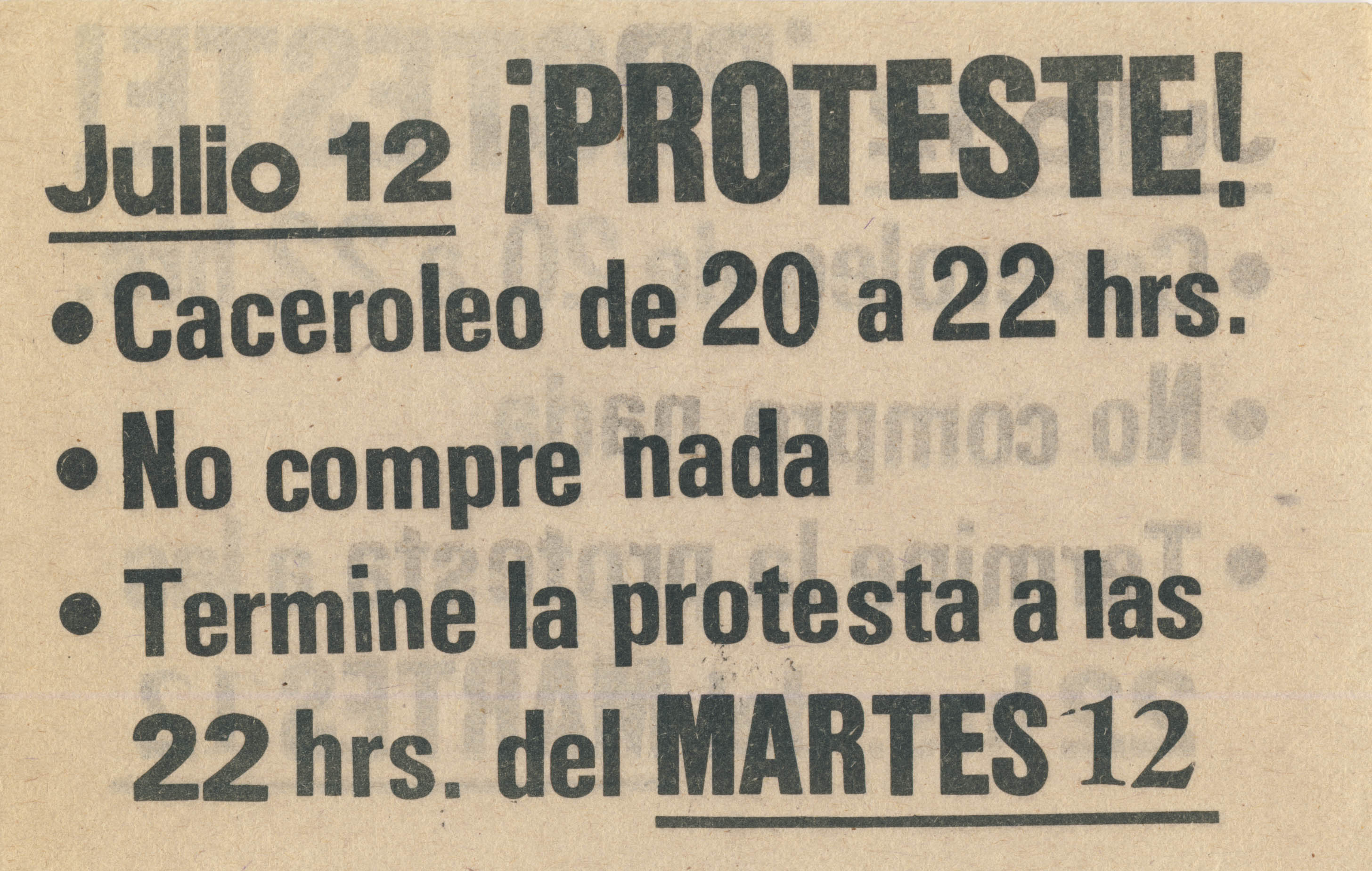
Tract appelant à participer à la troisième protestation nationale au Chili le 12 juillet 1983.

Ils ont eu lieu au Chili, d'abord par des femmes de la bourgeoisie protestant contre les pénuries de nourriture sous Allende,, puis par les femmes des milieux populaires sous la dictature du général Augusto Pinochet,,,, pour protester contre le couvre-feu, alors que toute forme de manifestation est sévèrement punie et que «les citoyens risquaient les coups de matraque et pouvaient même être tués», selon José Del Poso, professeur d'histoire spécialisé en histoire latino-américaine de l'Université du Québec à Montréal (UQAM). Ils ont en particulier lieu le 11 de chaque mois pour rappeler la violence du Coup d'État du 11 septembre 1973. Entre juin et octobre 1983, ces concerts accompagnent cette fois une crise économique, causée notamment par la chute des cours du cuivre, qui affaiblit le général Pinochet. Ils sont à nouveau constatés lors des manifestations de la fin des années 2010 au Chili, également en période de couvre feu et au bilan humain très lourd, qui  conduisent la classe politique chilienne à s'accorder sur l'organisation le 25 octobre 2020 d'un Référendum sur un changement de constitution ainsi que sur la convocation d'une assemblée constituante chargée de sa rédaction.

### XXIesiècle

#### Afrique

##### Algérie
Pendant la période du Hirak en Algérie, qui a débuté en février 2019, de nombreux manifestants sont descendus dans les rues pour exprimer leur mécontentement envers le pouvoir en place. Parmi les symboles de cette mobilisation, on retrouve notamment l'utilisation de casseroles, qu'on frappe pour produire un bruit assourdissant, comme une forme de protestation pacifique.

##### Burkina Faso
Au Burkina Faso en 2022, l'Association de défense des intérêts des consommateurs, qui regroupe plusieurs mouvements différents, a organisé dans la capitale, un concert de casseroles pour exiger une baisse du prix du carburant à la pompe, relayé dans quelques secteurs de la ville de Ouagadougou. Plusieurs femmes ont fait valoir que les hausses des prix des hydrocarbures à la pompe se sont répercutées sur les produits de grande consommation, en particulier,.

##### Maroc
Au Maroc, au cours de l'année 2017, plusieurs milliers de personnes ont participé à un tel concert, nouvelle forme de contestation dans le nord du pays, théâtre pendant six mois de manifestations contre « l’Etat corrompu », la police se faisant très discrète. La province d’Al-Hoceïma avait été secouée par une série de manifestations fréquentes depuis la mort fin octobre 2016 d’un vendeur de poisson, broyé dans une benne à ordures.

##### Sénégal
23 juin 2022, un concert de casseroles a retenti pendant plusieurs minutes à Dakar à l’appel du principal opposant sénégalais, à l’approche des élections législatives de juillet, alors que le Conseil constitutionnel venait de confirmer l’invalidation le 3 juin de la liste nationale des titulaires de la coalition Yewwi Askan wi. Des habitants de tous les âges sont sortis à 20 heures dans la rue ou sur leur balcon, tapant sur leurs ustensiles de cuisine pour faire un maximum de bruit.

##### Gabon
Le concert des casseroles est repris par la population gabonaise au début de l'année 2021 pour contester les mesures de restriction décrétées par le gouvernement visant à lutter contre la progression de la Covid-19. Jugées liberticides, ces mesures impopulaires poussent une partie de la population gabonaise à organiser des concerts de casseroles devant les fenêtres durant le couvre-feu pour exprimer son mécontentement. Bien qu'il se veuille et qu'il soit majoritairement non violent, ce mouvement donne lieu à des débordements à Libreville, des jeunes en colère ayant violé l'interdiction, érigé des barricades, allumé des incendies et jeté des projectiles sur les forces de l'ordre ; les affrontements avec la police font deux morts du côté des contestataires et plusieurs blessés.

#### Europe
Le mot cacerolazo vient de cacerola en espagnol, qui signifie « casserole ». Le suffixe azo désigne un coup (de perforation ou de suppression) d'action, et a été étendu métaphoriquement à toute sorte de manifestation de choc.

##### France

###### 2016
En 2016, parmi les grèves et manifestations contre la loi El Khomri, des « Casseroles debout » (en référence au mouvement social Nuit debout), sont organisées dans 350 villes « dès 19h30 » pour des « échanges, débats, apéro ».

###### 2023
Ces concerts ont progressivement pris de l'ampleur en 2023, lors du mouvement social contre la réforme des retraites. François Ruffin a proposé que les Français s'installent à la fenêtre avec sifflets ou casseroles, et le slogan « Macron démission », tous les lundis dans leurs villes et villages, à 20 h 49 min 3 s, pendant la période de pause publicitaire sur toutes les chaînes. Le 3 avril, 2 000 personnes participent à Nantes à un concert de casseroles. La semaine suivante, Emmanuel Macron promulgue la loi quelques heures après le feu vert du Conseil constitutionnel puis annonce une allocution télévisée le surlendemain à 20 h, déclenchant un appel de l'association Attac à des concerts de casseroles à la même heure, qui sont ensuite constatés devant environ 400 mairies et préfectures, deux lundis de suite à 20 h.
« C'est pas des casseroles qui feront avancer la France », répond Emmanuel Macron en visite en Alsace deux jours après, à nouveau accueilli par un concert de casseroles, en estimant ne pas avoir « le droit de s’arrêter » car «  si on est dans une société où on n'écoute que les gens qui veulent faire du bruit pour couvrir des paroles, on ne s'en sort pas ».
Le lundi suivant la casserolade du 17 avril, une autre a lieu devant plus de 400 mairies, dont la plupart des mairies d'arrondissement de Paris, où les manifestants partent ensuite poursuivre leur concert dans la Gare de Lyon, ralentissant le retour à Paris du ministre de l'Éducation Pap N'Diaye. À Nantes, où plusieurs centaines de personnes ont participé, un homme de 37 ans subit dans la nuit l’ablation d’un testicule, touché vers 22 h par un tir de LBD à l’entrejambe. Quatre jours après, un sondage Odoxa pour Le Figaro montre qu'une majorité de la population (70 %) « comprend » les « casserolades ».

###### Jurisprudence contre les arrêtés les interdisant
En France, fin avril 2023, des arrêtés interdisent « les dispositifs sonores amplificateurs de son » lors de trois visites consécutives, en quelques jours, d’Emmanuel Macron en Alsace, Languedoc et France-Comté, amenant les gendarmes à confisquer des casseroles à de « nombreux manifestants ». Ils sont d'abord pris par le préfet du Loir-et-Cher puis par celui de l’Hérault. Le premier est suspendu par le tribunal administratif d’Orléans dans l’après-midi du 25 avril, ce qui amène le préfet du Doubs à retirer son arrêté le lendemain, lors d'un troisième déplacement du président de la République.

##### Espagne
- Grève féministe de 2018 en Espagne
- Processus souverainiste en Catalogne en 2012-2018) (es)
- Grève générale en Catalogne (2017) (en)

Les manifestants ont organisé en 2004 à Barcelone un bref concert de casseroles pour dire « non au forum de la spéculation et de l'hypocrisie », en dénonçant une vaste opération immobilière sur le front de mer.

##### Islande
- Révolution islandaise (2008)

#### Amérique latine

##### Argentine

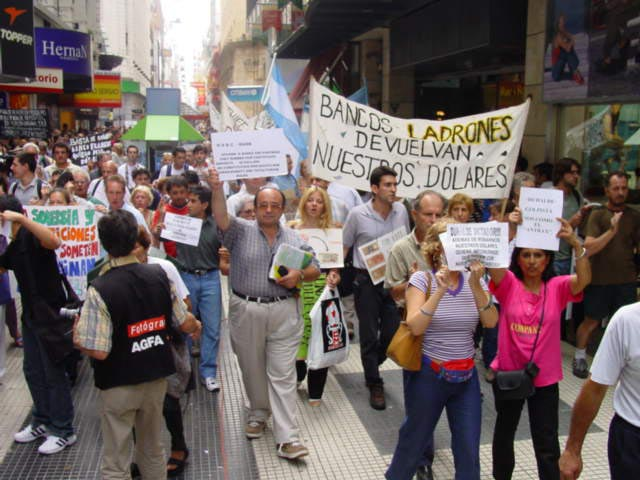
Manifestation et cacerolazo à Buenos-Aires en 2002 ; sur la bannière se lit « Banques voleuses - redonnez-nous nos dollars ».

- Crise économique argentine (1998-2002)
- Concert de casseroles en Argentine (septembre 2012) (en)
- Augmentation des prix des services publics en Argentine en 2016 (es)

##### Chili
Les manifestations qui ont eu lieu au Chili le 1er décembre 1971 n'avaient pas vraiment un caractère spontané, mais étaient organisées en sous main par la droite et l'extrême-droite contre le gouvernement de l'unité populaire et le président Salvador Allende.

##### Colombie
- décembre 2012
- juin 2017
- novembre 2019

##### Honduras
- Crise électorale au Honduras (2017-2018) (es)

#### Mexique
- Révolte de Oaxaca (2006)

##### Uruguay
- Crise économique en Uruguay (2009-2012) (es)

##### Venezuela

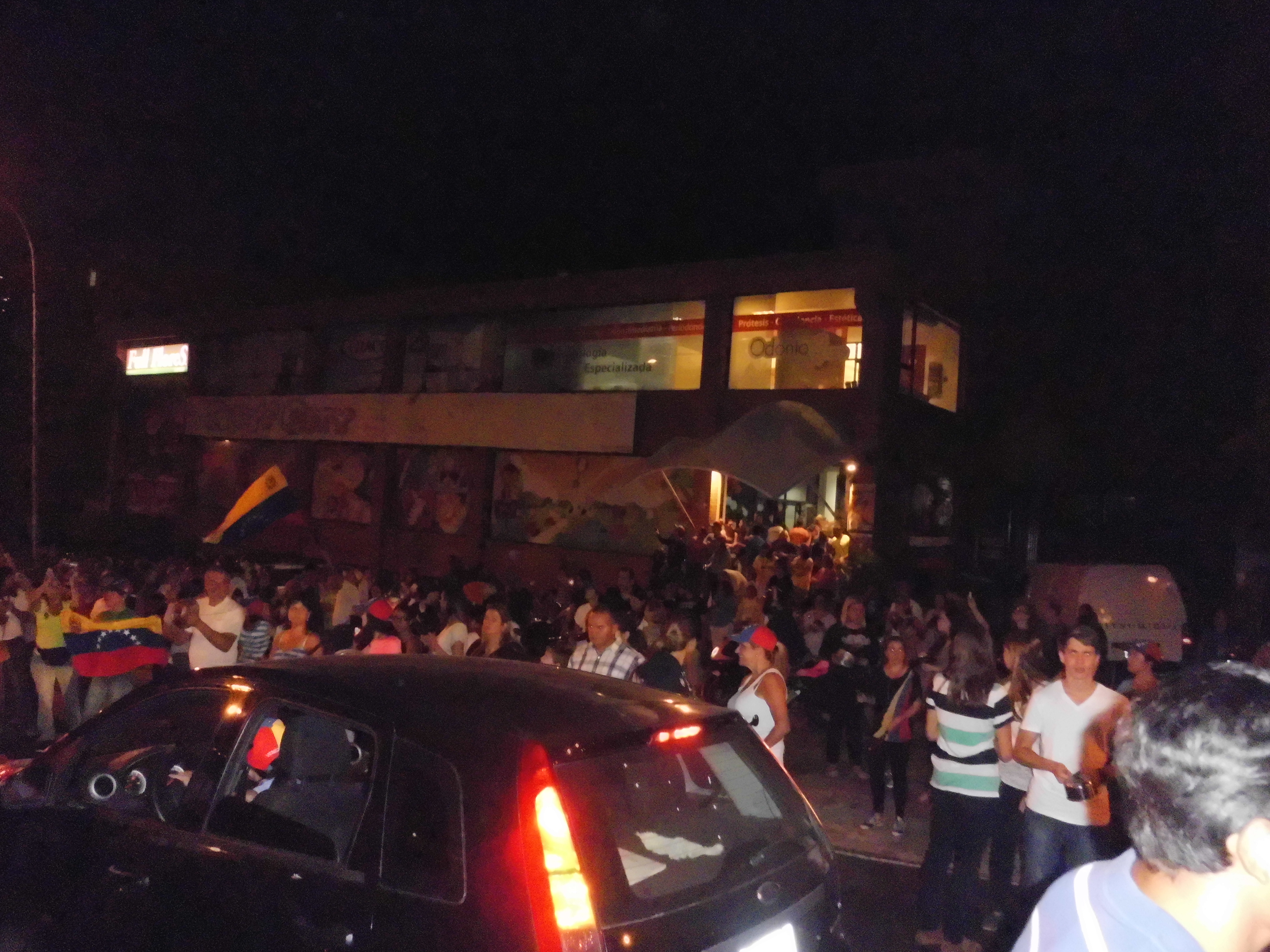
Cacerolazo à Caracas en 2013.

Les tentatives de coup d'État de 1992 au Venezuela marquent le début d'une série de bouleversements dans le pays, suivies par la crise économique vénézuélienne qui a exacerbé les tensions. L'élection présidentielle de 2013 a été un moment crucial, déterminant l'avenir politique du pays. Les manifestations de 2014 à 2017 ont illustré le mécontentement croissant de la population face aux difficultés économiques et politiques. La crise présidentielle de 2019-2022 a plongé le Venezuela dans une impasse politique prolongée, mettant en évidence les profondes divisions au sein de la société et du gouvernement.

#### Amérique du Nord

##### Canada
Le recours aux concerts de casseroles s'est développé au Canada à partir du 18 mai 2012 pendant la grève étudiante québécoise de 2012 afin de protester contre les entraves au droit de grève et de manifester. Ce jour-là, le gouvernement du Québec faisait adopter la Loi 78, une loi visant à mettre un frein aux piquets de grève et à plusieurs délits commis dans les manifestations, comme la casse ou l'outrage au travail de la police. De fortes amendes sont notamment prévues dans cette législation, pour les grévistes commettant ces délits. Ce mode de protestation se répandit très vite dans tout le Québec et surtout dans les quartiers du centre de l'île de Montréal.
Ils ont ainsi été utilisés dans 70 villes au Canada lors de la grève étudiante québécoise du printemps 2012 contre la hausse des droits d'inscription, une page Facebook relayant l'appel.

## Arts et culture populaire
La référence au concert de casseroles est « devenue instrumentale de hip-hop » pour la rappeuse franco-chilienne Ana Tijoux car elle « s’en sert pour poser ses rimes » sur son tube contestataire #Cacerolazo.